# Liste des comtes de Nordgau
Voici la liste des comtes du Nordgau, ancien comté situé en Alsace qu'il faut distinguer du margraviat de Nordgau, situé en Souabe, qui fut remplacé au XIe siècle par l'évêché de Bamberg.

## Haut Moyen Âge
662 à 689 : Etichon-Adalric d'Alsace, dit aussi Eticho, Attich Aticus, Chadalricus, Etih, est né vers 635 dans le pagus Attoariensis (sur le plateau de Langres) et mort le 20 février 690,, au château d'Hohenbourg.
Descendant et allié à des familles royales et patriciennes, Etichon-Adalric d'Alsace est nommé duc d'Alsace et le reste de 662 à 690. Il fonde la dynastie des Étichonides. Il épouse Bereswinde (653 - 700), de qui il a :
- sainte Odile, (Obernai vers 662 - monastère d’Hohenbourg vers 720), sainte patronne de l'Alsace,
- Adalbert d'Alsace qui suit,
- Hugues d'Alsace, comte,
- Etichon II qui suivra,
- Bathicon d'Alsace, (? - 725), comte d'Alsace,
- Sainte Roswinde.

Il est très certainement aussi l'ancêtre de l'illustre famille de Habsbourg. Les biens des Étichonides, maîtres absolus de l’Alsace du haut Moyen Âge, se retrouveront en effet aux mains des Habsbourg quelques siècles plus tard. Adalric est certainement aussi l’ancêtre des Eguisheim-Dabo, de la Maison de Bade, de la Maison de Lorraine ainsi que des comtes de Flandres.
Vers 680 : Adalbert d'Alsace, (région d'Obernai vers 665 - vers 722), duc d'Alsace et comte de Sundgau, épouse Gerlinde de Pfalzel de qui il a, entre autres, Luitfrid Ier d'Alsace qui sera père de Rhutard qui suivra.
Date inconnue à 723 : Etichon II de Nordgau, (670 - 723), comte de Nordgau, duc d'Alémanie. Fils d'Etichon-Adalric d'Alsace et de Bereswinde. Possible ancêtre des maisons de Lorraine et d’Eguisheim, ainsi que du pape Léon IX, mais sans que cela soit une certitude. Il est à l'origine du monastère d'Honau. Son épouse inconnue lui donne : 
- Hugo[7], (? - après le 10 juin 785), il sera le père d'Haicho[9] mort avant son père,
- Albéric Ier qui suit.

723 à 747 : Albéric Ier de Nordgau, fils d'Etichon II de Nordgau à qui il succède dans le comté du Nordgau. Mentionné dans la vie de Sainte-Odile, dont il est le neveu, il meurt en laissant quatre fils :
- Eberhard (Eberhard Ier de Nordgau ?),
- Horbert,
- Théodebald/Thetibald,
- Hugbert.

747 à 765 : Rhutard de Nordgau, (? - 28 janvier 765), comte de Nordgau, fils du duc Luitfrid Ier d'Alsace. Il épouse Hirmensinde de qui il n'a pas d'enfant.
Après 765 à 777 : Eberhard Ier de Nordgau, possible fils d'Albéric Ier de Nordgau à qui il succède à la tête du Nordgau après la mort du comte Rhutard, son cousin germain. Le testament de l'abbé Fulrad, favori de Pépin le Bref et de Charlemagne, fondateur de Saint-Hyppolite en Alsace porte sa signature Sigmum Eberhardo comite et est daté de 777. Il meurt cette même année et laisse un fils Eberhard II.
778 à 804 : Ulric ou Udalric.
Vers 805 : Ruthelin.
Avant 817 : Erchangaire.
Vers 817 : Wuorand.
816 à 864 : Eberhard II de Nordgau, fils d'Eberhard Ier de Nordgau, il perd son père très jeune et ne peut donc pas lui succéder avant 816. Pendant cette période le comté fut gouverné par Udalric, Ruthelin et Erckangier tous trois étrangers à la famille d'Ethicon. Eberhard meurt peu de temps après avoir pris la tête du comté en laissant un fils Eberhard III.
864 à 898 : Adelbert II de Nordgau.
898 à 910 : Eberhard III de Nordgau, (865 - 910/20), dit "Eberhard de Basse-Alsace", comte de Nordgau de 898 à 910, comte de l'Ortenau et d'Aargau. Fils d'Eberhard II de Nordgau, comme son aïeul et son père, il ne put pas succéder immédiatement à la tête du comté de Nordgau car celui-ci était gouverné par le comte Adelbert (qui semble être le neveu de Luitward, évêque de Verceil) de 864 et jusqu'en 898 où Eberhard III prend possession du comté. Il favorise l'alliance de Lothaire II de Lotharingie avec Waldrade et pour ceci reçoit l'avouerie de l'abbaye de Lure. En plus du comté de Nordgau, il règne aussi sur Mortenaw ou Ortenaw (partie du duché de Bade, situé entre le Brisgau, le territoire de Stolhofen et la ville de Baden) et l'Aargau, (province du canton d'Argovie) comme cela est précisé dans deux diplômes du roi de Germanie Arnould datés de 888 (Dedimus nam que illi in pago Mortunow a vocato in comitatu Eberhardi...) et 891 (quatenus unam hubam in comitatu Eberhardi in superiore Argowe Jacentem, in loco Bach, vulgariter nominato...). Il épouse Arlinde/Adelinda d'Italie (845 - 898) de qui il a Hugues Ier qui suit. Il répudiera sa femme Adelinde pour vivre en concubinage avec une chanoinesse d'Erstein.
910 à 940 : Hugues Ier de Nordgau (? - Abbaye de Lure 940), dit "Hugo von Hohenburg", comte de Nordgau de 910 à 940, comte de l'Ortenau et d'Aargau, comte d'Hohenberg, de Dabo (Dachsbourg ou Dagsburg) et d'Eguisheim. Il est le fils d'Eberhard III de Nordgau. Il se qualifie également comte de Hohenbourg, comme il se distingue dans une charte de 920 par laquelle il vend à Richewin, évêque de Strasbourg, sa terre de Langehurt et où il signe Hugo comes de Hohenburg. Il augmente ses états des comtés d'Eguisheim, de Hohenberg et de Ferrette. Il épouse Hildegarde de Ferrette (vers 900 - 940) de qui il a :
- Eberhard IV qui suit,
- Hugues, comte d'Eguisheim,
- Gontran, dit le Riche, (? - 970), souche de la maison de Habsbourg-Autriche[15]
- Adèle/Adélaïde/Alix, dite "de Dagsbourg", "de Louvain", "de Nordgau", (vers 925 - 961), elle épouse vers 947 Régnier III, comte de Hainault[16].

940-951 : Eberhard IV de Nordgau, (925 - 18 décembre 972/973), comte de Nordgau de 940 à 951 et de Dabo (Dachsbourg ou Dagsburg) vers 934, fils de Hugues Ier de Nordgau à qui il succède en 940 avec son frère Hugues d'Eguisheim. En 959 il remet à Otton-le-Grand l'abbaye de Lure. Il gouverne le Nordgau de 940 à 951 date à laquelle il abdique en faveur de son fils et se retire dans sa terre d'Altorf où il meurt en 972. Il aurait épousé vers 951 Luitgarde, fille de Wigéric de Bidgau et de Cunégonde de France, veuve d'Adalbert, comte de Metz, de laquelle il a Hugues II qui suit et Hedwige/Edith (935/37 - 13 décembre 992) qui épouse en 950 Sigefroid de Luxembourg et de qui elle aura sainte Cunégonde.
951 à 973 : Hugues II de Nordgau, (951 - 5 septembre 986), dit "Raucus", comte de Nordgau de 951 à 973. Fils d'Eberhard IV de Nordgau, il succède à son père en 951 après son abdication. Un acte de donation du 26 septembre 951 titre Hugues gouvernant le Nordgau. Deux autres diplômes le nomment encore, l'un de Otton-le-Grand en 968 pour la reine Adélaïde et l'autre de Otton II du Saint-Empire en 974 pour l'abbaye de Payerne où il est cité comme le comte Hugues. Il épouse Berlinda d'Ortenburg [Source ne mentionne pas épouse]  de qui il a :
- Eberhard V qui suit,
- Gérard,
- Matfrid qui était comte,
- Hugues IV qui suivra.

986 à 1016 : Eberhard V de Nordgau, (? - 1016), dit aussi "Eberhard d'Alsace", comte de Nordgau et d'Eguisheim de 986 à 1016. Fils ainé d'Hugues II de Nordgau à qui il succède en 986. Il est mentionné dans les chartes d'Otton III du Saint-Empire pour les abbayes de Payerne et de Seltz en 986, 992, 993 et 995. Il épouse Berthe, fille de Richard de Metz, de qui il n'a pas d'enfant.

## Moyen Âge central
1016-1046 : Hugues IV de Nordgau, (vers 970 - 1046), comte de Nordgau et d'Eguisheim de 1016 à 1046. Ernest II de Souabe ravage cette année 1027 le comté et pille les châteaux d'Hugues. Le comte de Nordgau avait fait sa résidence au château d'Eguisheim ou de Dachsbourg situé dans les Vosges (qui sera démoli en 1678 sur l'ordre de Louis XIV). Il est mentionné dans une charte de 1035 délivrée pour l'abbaye de Surbourg dans laquelle il est dit in ducatu Conradi, in comitatu Hugonis principis Alsatice. Cousin germain de Conrad II le Salique car la mère de ce monarque, Adélaïde, était la sœur de son père Hugues II de Nordgau (Conradus imperator consobrinus erat Hugonis patris Brunonis, seu Leonis IX). Il fonde l'abbaye de Hesse près de Dachsbourg (dont son fils le pape Léon IX confirme les privilèges en 1050) et celle de Wolfenheim. Il meurt en 1048 et sa femme en 1046. Il épouse Heildwige/Hedwige, (980 - 1046), comtesse de Dabo (Dachsbourg ou Dagsburg), fille de Louis de Dasbourg, de qui il a :
- Gérard de Dasbourg, (? - 1038), comte  de Dabo (Dachsbourg ou Dagsburg) et d'Eguisheim, il épouse Pétronice de Lorraine (ou Kuniza),
- Adelheid/Adélaïde d'Eguisheim, (997 - ?), elle épouse Adalbert Ier de Calw, (vers 975 - vers 1037),
- Léon IX, (Dabo/Eguisheim le 21 juin 1002 – Rome le 19 avril 1054), pape de 1049 à 1054,
- Hugues V de Dachsbourg qui suit,
- Gertrude, (? - 21 juillet 1077), elle épouse vers 1020 Luidolf Billungen de Frise Occidental, (1006 - 23 avril 1038),
- Hildegarde/Mathilde, (vers 1003 - ?), dite "Hildegarde d'Eguisheim", elle épouse vers 1018 Richwin de Mousson/de Charpeigne, (vers 995 - après 1028),
- N..., elle épouse vers 1014 Otton de Souabe.

1046 à 1049 : Hugues V de Dasbourg, (1010 - 1049/65), comte de Nordgau et de Dabo (Dachsbourg ou Dagsburg) de 1046 à 1049, il épouse Mahaut/Mathilde d'Eename, de qui il a :
- Henri Ier qui suit,
- Serberge/Gerberge/Gerberga, première abbesse de Hesse.

1049-1065 : Henri Ier de Nordgau, (1040 - 21/28 janvier 1065), comte de Nordgau, d'Eguisheim et de Dabo (Dachsbourg ou Dagsburg) de 1049 à 1065. Il est déclaré avoué de l'abbaye de Wolfenheim par son oncle le pape Léon IX et comte d'Eguisheim après la mort de son oncle Gérard en 1038. Il est mentionné dans un diplôme de l'empereur Henri III du Saint-Empire délivré en 1052 en faveur de l'église de Saint-Pierre le Jeune de Strasbourg. Dans la charte de Folmar, comte d'Ortenberg, qui cède l'abbaye de Honcourt à l'église de Strasbourg, il signe Heinricus Alsatioe comes. Il épouse N... de Moha de qui il a :
- Gérard II qui suit,
- Hugues VI qui suivra,
- Albert Ier, (1060 - 24 août 1098), comte d'Eguisheim, de Dabo (Dachsbourg ou Dagsburg), et de Moha, il épouse en 1096 Ermensinde, (vers 1075/80 - 24 juin 1143), fille de Conrad Ier de Luxembourg et de Clémence d'Aquitaine,
- Brunon, archidiacre de l'église de Toul,
- Gertrude, épouse le comte Albert,
- Officia.

En 1065 : Gérard II de Dasbourg, (? - après 1098), comte de Nordgau en 1065, comte d'Eguisheim en 1098. Dans un diplôme d'Henri IV du Saint-Empire en faveur d'Eberhard ou Everard, comte de Sponheim, il est nommé Gerhardus comes pagi Nortcowe. Titre qui lui est encore donné dans une charte de 1074 pour l'abbaye de Seltz. Gérard conteste à son frère Hugues l'avouerie de l'abbaye de Wolfenheim qu'il prétend lui appartenir en propre. La querelle devient si sérieuse que le pape Grégoire VII écrit à Werner, évêque de Strasbourg et à Burkhard, évêque de Bâle pour leur demander d'intervenir dans ce conflit. Ils décident de confirmer Gérard II dans cette avouerie. Il épouse Richarda de qui il a Edwige, (? - après le 29 janvier 1126), dite "Edwige de Nordgau" ou "Edwige de Dasbourg", elle épouse Gérard Ier de Vaudémont.
1065-1089 : Hugues VI de Dasbourg, (? - 5 septembre 1089), comte de Nordgau de 1065 à 1089 et de Dabo (Dachsbourg ou Dagsburg). Il succède à son frère Gérard II de Nordgau. Dans la querelle entre Henri IV du Saint-Empire et le pape Grégoire VII, Hugues prend le parti de l'empereur à qui il évite l'excommunication, mais dont il ne peut pas empêcher la perte du trône de Germanie qui est confié à Rodolphe de Rheinfelden, duc de Souabe, par le pape. Hugues se range alors au côté du nouveau souverain et lève une armée pour protéger l'Alsace des offensives d'Henri IV qui voulait retrouver son trône. Après de longues luttes, Henri IV terrasse Rodolphe de Rheinfelden et charge Frédéric de Hohenstaufen de le venger. C'est ainsi qu'Hugues VI est dépouillé de son comté du Nordgau, et est forcé à se retirer en basse-Alsace. En 1088, Hugues rassemble une armée et vient menacer l'évêque Otton dans la ville de Strasbourg. Le prélat accepte une entrevue avec Hugues afin de trouver un accord. Plein de confiance, le comte se rend au palais de l'évêque le 4 septembre 1089. Il est égorgé dans la nuit par les domestiques d'Otton. Il avait épousé Mathilde, fille de Louis de Montbéliard et de Sophie de Bar, de qui il n'a pas d'enfant.